# Catena montuosa di Kyrenia
La Catena montuosa di Kyrenia o Pentadaktylos (in greco Πενταδάκτυλος?, Pentadaktylos; in turco Beşparmak. In entrambe le lingue con significato "dalle cinque dita") è una catena montuosa lunga e stretta che si estende per circa 160 km lungo la costa settentrionale di Cipro, tra il Mar di Levante a nord e la pianura della Messaria a sud. La cima più elevata è il Kyparissovouno, che raggiunge i 1.024 m s.l.m.. Le rocce che la compongono sono principalmente calcare e in misura minore marmo. La catena è nota anche come Pentadaktylos "(montagna) dalle cinque dita", nome che talvolta identifica la sola parte occidentale della catena montuosa.

## Storia
La posizione delle montagne vicino al mare le ha rese luoghi desiderabili per erigere torri di avvistamento e castelli che si affacciano sia sulla costa settentrionale di Cipro che sulla pianura della Messaria. Questi castelli risalgono generalmente al periodo compreso tra il X e il XV secolo e sono stati costruiti principalmente dai Bizantini e dai Lusignano. I castelli di Sant'Ilario, Buffavento e Kantara sono situati a cavallo di picchi e hanno avuto un'importanza strategica durante gran parte della storia di Cipro nel Medioevo. 
Nel 1974/75, gli incendi causati dai raid aerei hanno distrutto vaste aree forestali nelle montagne di Kyrenia. Nel 1995 un altro grande incendio boschivo, presumibilmente causato dalla speculazione, ha distrutto quasi 6500 ettari di foresta intorno a Girne. Le foreste non si sono ancora riprese e la riforestazione procede molto lentamente a causa del clima secco.

## Geologia
Queste montagne sono una serie di formazioni sedimentarie che vanno dal Permiano al Miocene medio, spinte verso l'alto dalla collisione delle placche africana ed eurasiatica. Pur essendo alti solo la metà dei Monti del Troodos, i Monti di Kyrenia sono aspri e si ergono bruscamente dalla pianura della Messaria.

## Leggende
Una leggenda legata alla catena riguarda l'eroe bizantino Digenis Akritas. La tradizione vuole che la mano di Digenis Akritas abbia afferrato la montagna per uscire dal mare quando venne a liberare Cipro dagli invasori saraceni, e il Pentadaktylos è la sua impronta. Egli lanciò anche un grosso masso attraverso Cipro per raggiungere le navi saracene. Quel masso atterrò a Paphos, nel luogo in cui nacque Afrodite, e per questo è conosciuto ancora oggi come Petra Tou Romiou o "Roccia del Greco".

## Galleria d'immagini

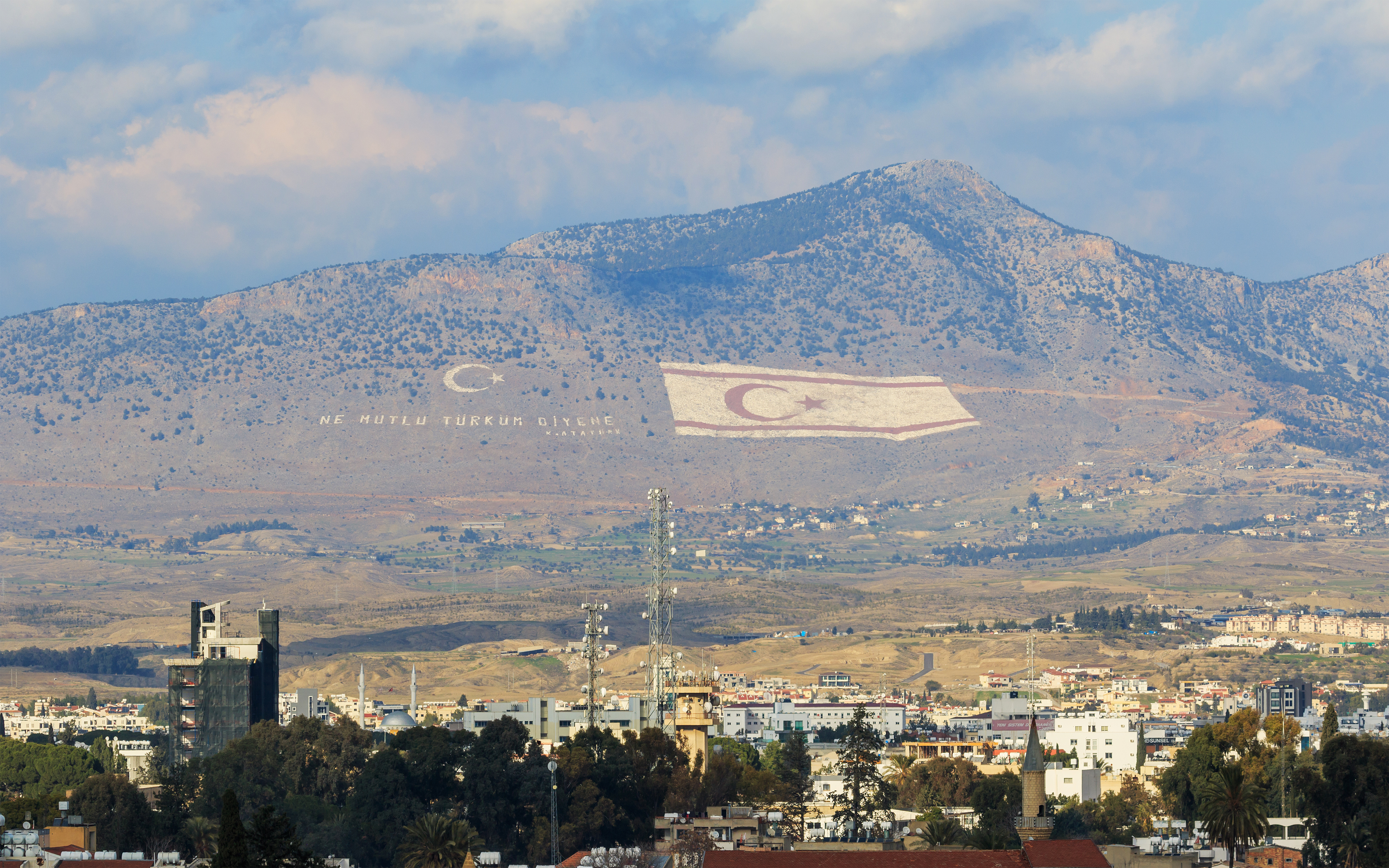
La bandiera di Cipro del Nord dipinta sul massiccio
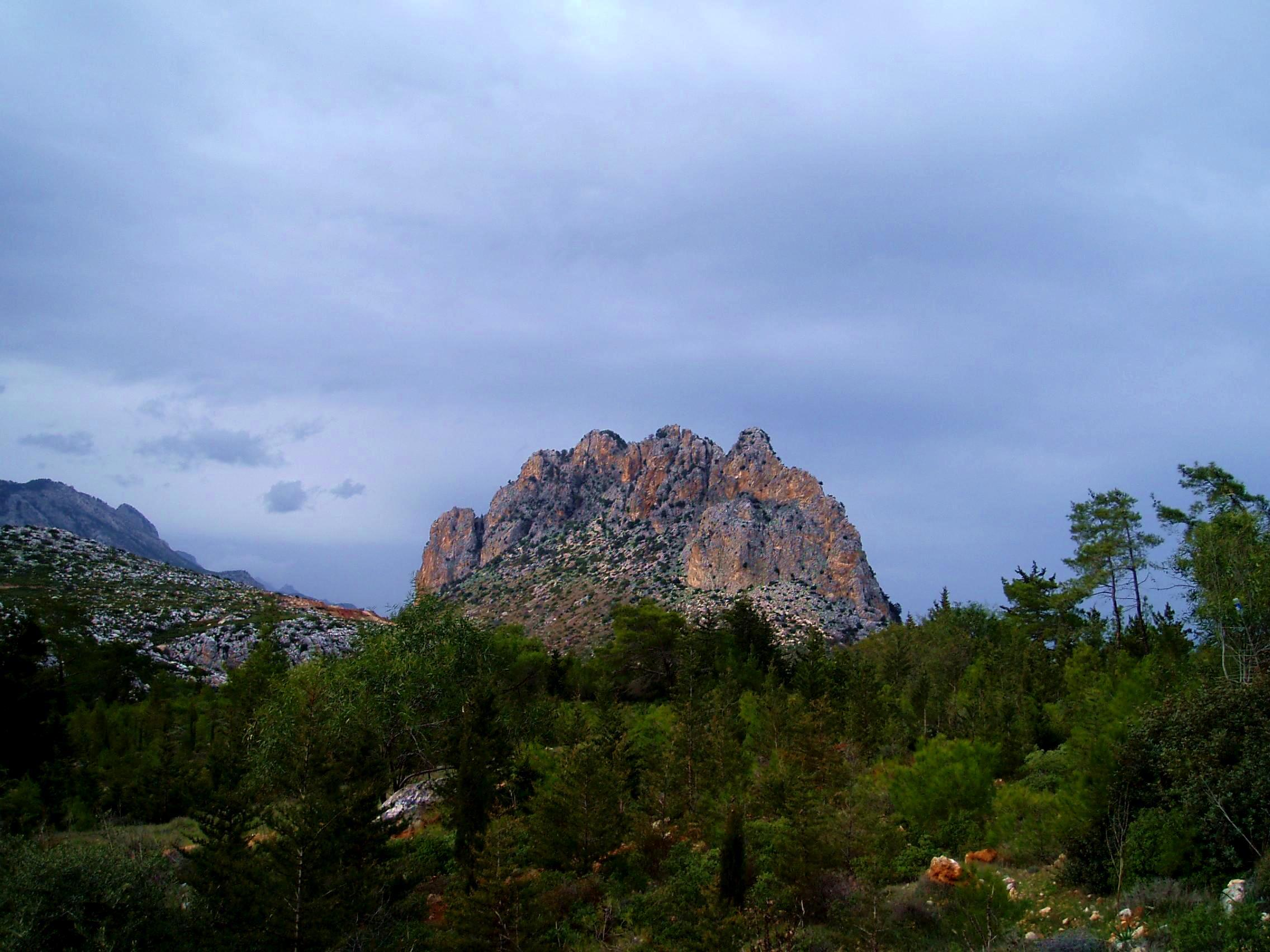
Il Pentadaktylos / Beşparmak (cinque dita)
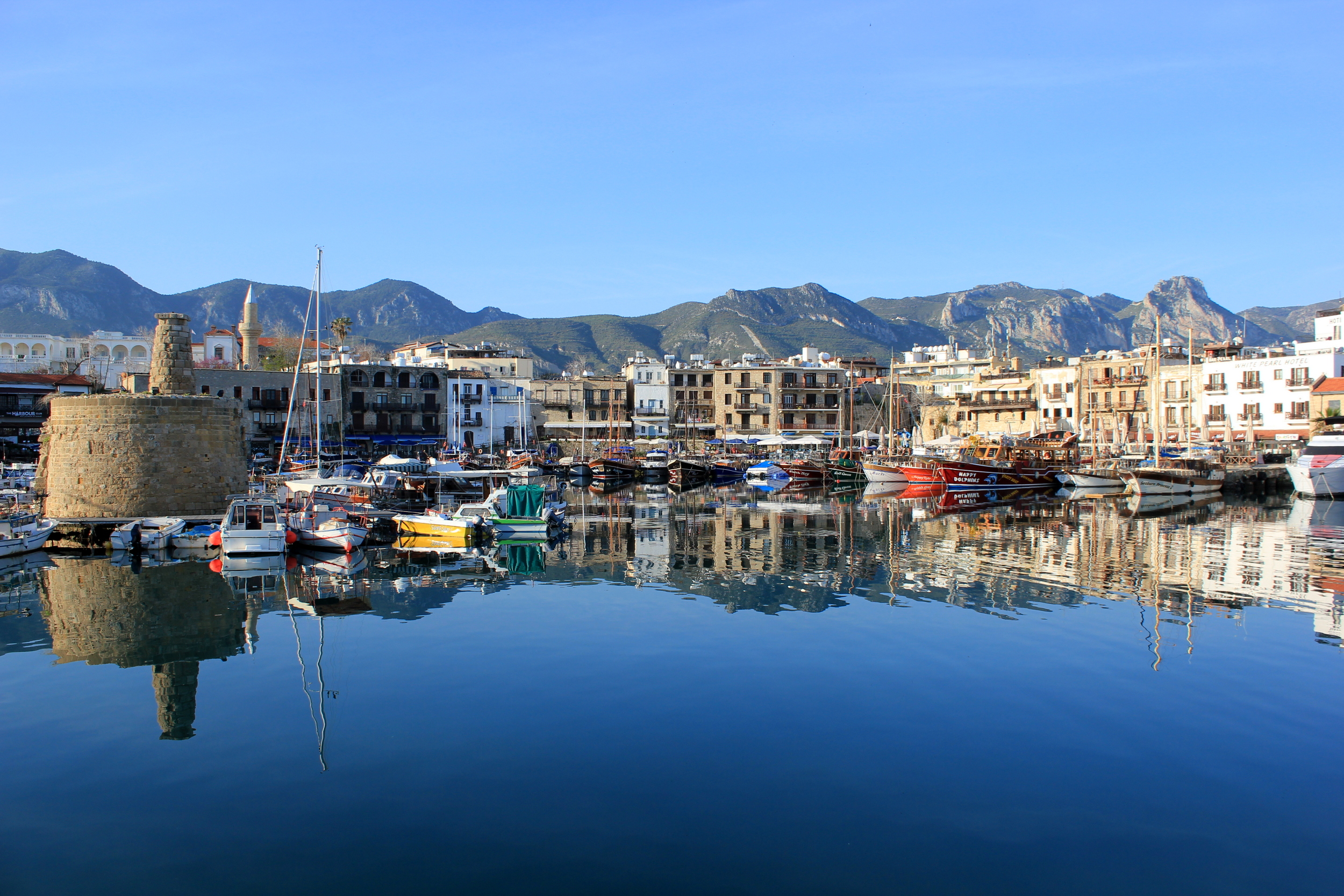
Il porto di Kyrenia (Girne) con il massiccio sullo sfondo